# Keegan Linderboom
Keegan Linderboom (* 26. September 1989 in Südafrika) ist ein südafrikanisch-neuseeländischer Fußballspieler.

## Karriere
Das Fußballspielen erlernte Keegan Linderboom in den Jugendmannschaften vom Stella FC und Waitakere United. Seinen ersten Vertrag unterschrieb er am 1. Juli 2009 bei seinem Jugendverein Waitakere United. Der Verein aus Waitakere City spielte in der höchsten neuseeländischen Liga. Im Januar 2010 wechselte er für ein halbes Jahr zum West Auckland Town FC. Am 1. Juli 2010 kehrte er zu Waitakere zurück. 2011 feierte er mit dem Verein die neuseeländische Meisterschaft. Von Juli 2011 bis Dezember 2014 stand er für den neuseeländischen Verein Birkenhead United AFC aus Auckland auf dem Spielfeld. Im Januar 2015 zog es ihn nach Fidschi, einem Inselstaat im Südpazifik nördlich von Neuseeland und östlich von Australien. Hier stand er bis Juni 2016 für den Ba FC auf dem Spielfeld. Mit dem Verein aus Ba spielte er in der höchsten Liga des Landes, der National Football League. Im Juli kehrte er nach Neuseeland zurück. Hier schloss er sich für ein Jahr dem Eastern Suburbs AFC aus Auckland an. Sein ehemaliger Verein Waitakere United verpflichtete ihn am 1. Juli 2016. Balestier Khalsa, ein Verein aus Singapur, nahm ihn Anfang März 2018 unter Vertrag. Mit dem Klub spielte er in der ersten singapurischen Liga. Für Balestier absolvierte er 17 Erstligaspiele. Nach der Saison wurde sein Vertrag nicht verlängert. Von Januar 2019 bis September 2019 war er vertrags- und vereinslos. Für den Rest des Jahres spielte er beim neuseeländischen Verein Auckland City FC. Im Januar 2020 zog es ihn nach Thailand. In der Hauptstadt Bangkok unterschrieb er einen Vertrag beim Drittligisten Bangkok FC. Für Bangkok absolvierte er 18 Drittligaspiele. Nach der Saison kehrte er nach Neuseeland zurück, wo er sich dem Manukau United FC anschloss. Hier war der Stürmer bis zum 31. Dezember 2022 aktiv und ist seitdem vereinslos.

## Erfolge
Waitakere United
- Neuseeländischer Meister: 2010, 2011